# Vztlakové klapky

Řídicí plochy na křídle letadla: 1 – winglet; 2, 3 – křidélko (aileron) pro nízké a vysoké rychlosti; 4 – podpěry vztlakových klapek; 5 – Krügerova klapka; 6 – sloty; 7, 8 – vztlakové klapky; 9 – spoiler; 10 – aerodynamická brzda

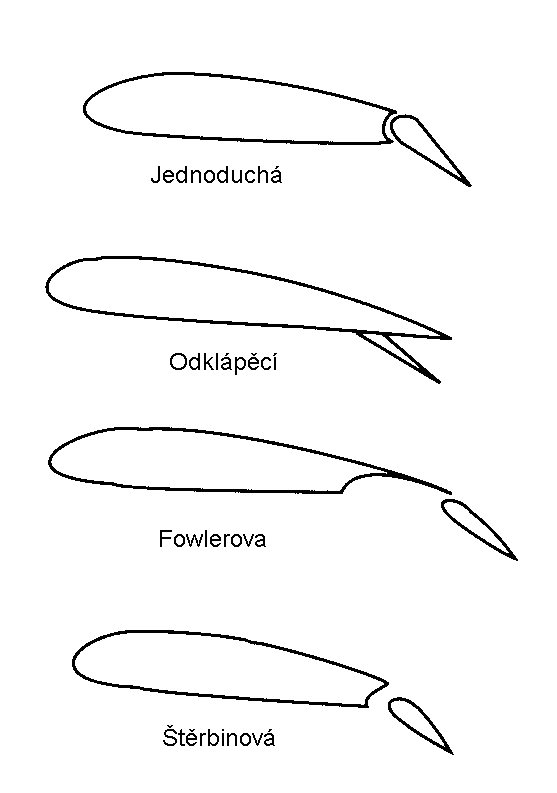
Základní druhy vztlakových klapek

Vztlakové klapky (anglicky flaps) jsou pohyblivá zařízení na křídle letounu, sloužící ke zvýšení vztlaku při nízkých rychlostech, zejména ve fázi vzletu a přistání.
Klapky jsou součástí vztlakové mechanizace křídla, při vysunutí mění jeho geometrii (profil) a zvyšují součinitel vztlaku.

## Druhy
Nejběžnější druhy vztlakové mechanizace:
- jednoduchá klapka na odtokové hraně (anglicky Plain flap) – taková, která se jen sklápí a nevytváří štěrbinu; tvoří ji celá zadní část křídla.
- odklápěcí klapka (někdy i posuvná) na odtokové hraně (anglicky Split flap) – taková, která se jen sklápí a nevysouvá; tvoří ji spodní odtoková část křídla.
- Fowlerova klapka (anglicky Fowler flap) – jednoštěrbinová klapka, která se vysouvá mimo základní obrys křídla; zasunutá tvoří součást dolního povrchu odtokové části křídla.
- jednoštěrbinová klapka (anglicky Slotted flap) – klapka na odtokové části křídla, která vysunutím vytváří jednu štěrbinu mezi křídlem a klapkou.
- dvouštěrbinová klapka (anglicky Double-Slotted flap) – klapka v zadní části křídla, která vysunutím vytváří dvě štěrbiny.
- sklopná náběžná hrana (anglicky Dropable leading edge) – sklopná náběžná část křídla.
- pevná (Junkersova) klapka (anglicky Fixed (Junkers) flap) – klapka se stálou polohou za odtokovou částí křídla.
- odklápěcí náběžná hrana – Krügerova klapka (5) (anglicky Kruger flap) – dolní část náběžné hrany, která se odklápí směrem dopředu.
- sloty – štěrbinové plošky na náběžné hraně (6)

## Funkce
Základní funkcí vztlakových klapek je snížení přistávací rychlosti letounu, ale používají se i při vzletu, nebo jiných manévrech.  V případě opomenutí jejich vysunutí hrozí bezprostřední nebezpečí havárie letounu, jako v případě letu Spanair 5022.
Vztlakové klapky bývají stupňovitě, nebo plynule nastavitelné, v závislosti na prováděném druhu manévru, atmosférických podmínkách a hmotnosti letounu. Ovládání klapek může být buď přímé mechanické (pomocí pák, lan apod.), nebo pomocí hydraulických, pneumatických nebo elektrických servopohonů.